# Mastabet el-Fara'un
Mastabat Fara'un, gelegen in het zuiden van Saqqara, Egypte in de Memphitische Necropolis, is de begraafplaats van koning Sjepseskaf, een farao van de vierde dynastie. 
Het bouwwerk ligt dicht bij de piramide van Pepi II, farao van de zesde dynastie. De steengroeve van de mastaba ligt ten westen van de Rode piramide van Snofroe. De kern doet enigszins denken aan die van een piramide, dat zou kunnen suggereren dat het de bedoeling was om ook een piramide te bouwen. Er zijn ook resten van een dodentempel aan de oostzijde, met een deel van een verhoogde weg. Op ongeveer 15 meter afstand van het hoofdgebouw bevindt zich een zonstenen ommuring.

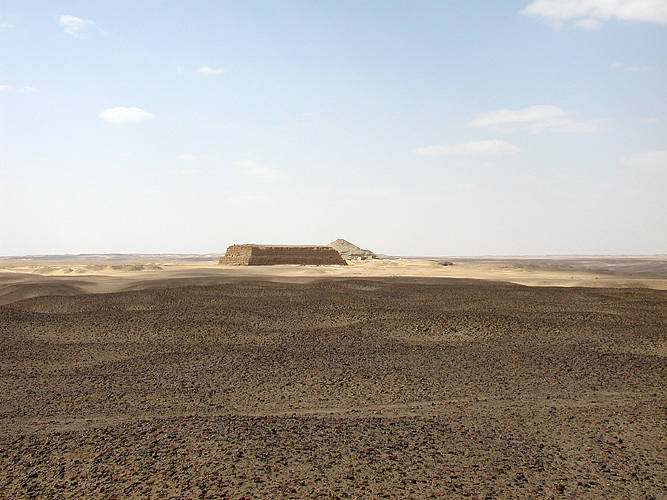
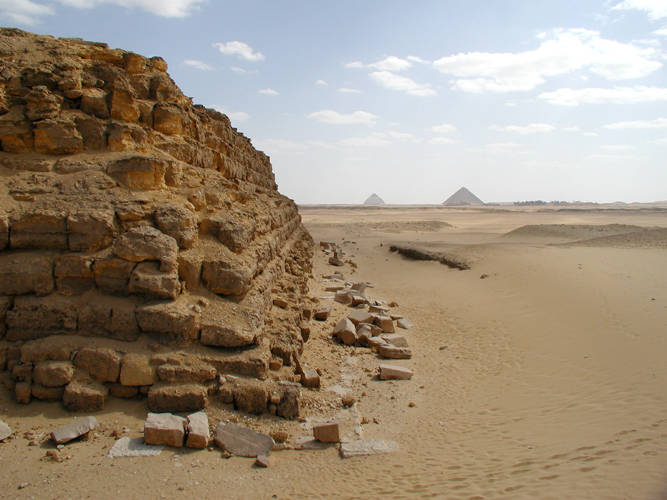
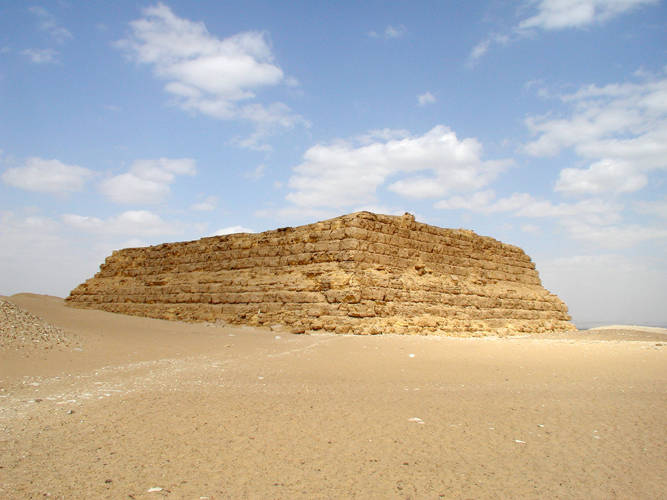